# Ministerstwo byłej Dzielnicy Pruskiej

## Utworzenie i zasięg terytorialny
Ministerstwo byłej Dzielnicy Pruskiej zostało utworzone ustawą z dnia 1 sierpnia 1919 r. o tymczasowej organizacji zarządu b. dzielnicy pruskiej (Dziennik Praw Państwa Polskiego z 1919 r. nr 64, poz. 385 Dz.U. z 1919 r. nr 64, poz. 385), która weszła w życie 12 sierpnia 1919 r.
W odróżnieniu od pozostałych ministerstw II Rzeczypospolitej zorganizowanych rzeczowo, zakres działania Ministerstwa byłej Dzielnicy Pruskiej określony był terytorialnie. Swoją właściwością obejmowało ziemie byłego zaboru pruskiego – województwo poznańskie i województwo pomorskie. Podjęto także kroki zmierzające do podporządkowania ministerstwu Śląska, lecz ministerstwo zlikwidowano zanim rozstrzygnięto przynależność państwową tej prowincji.
Siedzibą Ministra byłej Dzielnicy Pruskiej był Zamek Cesarski w Poznaniu.

## Struktura organizacyjna
Ministerstwo byłej Dzielnicy Pruskiej podzielono na rzeczowe departamenty, przypominające ministerstwa w Warszawie, co miało ułatwić włączanie poszczególnych działów do właściwości ministrów rzeczowych. Poza departamentami funkcjonowało Biuro Prezydialne i Komitet Gospodarczy.
Departamenty (według regulaminu ministerstwa zatwierdzonego przez Ministra byłej Dzielnicy Pruskiej 6 listopada 1919 r.):
- Departament Centralny
- Departament Polityczny
- Departament Sprawiedliwości
- Departament Spraw Wewnętrznych
- Departament Rolnictwa i Dóbr Państwowych
- Departament Skarbu
- Departament Przemysłu i Handlu
- Departament Kolei Żelaznych
- Departament Poczt i Telegrafów
- Departament Pracy i Opieki Społecznej
- Departament Robót Publicznych
- Departament Aprowizacji
- Departament Wyznań Religijnych i Oświecenia Publicznego
- Departament Kultury i Sztuki
- Departament Zdrowia Publicznego

Nie wszystkie departamenty funkcjonowały od początku istnienia ministerstwa. Nie wszystkie też funkcjonowały do jego likwidacji, ulegały zniesieniu w miarę unifikacji struktur ministerstwa z resztą kraju.

## Pozycja i zadania Ministra byłej Dzielnicy Pruskiej
Ustrojową pozycję ministra określiła ustawa sierpniowa tworząca ministerstwo. Według niej minister:
- wchodził w skład Rady Ministrów na prawach przysługujących pozostałym ministrom,
- pełnił władzę wykonawczą,
- posiadał kompetencje ustawodawcze,
- miał swój udział przy obsadzie personalnej wymiaru sprawiedliwości.

Do zadań ministra, według ustawy sierpniowej, należało:
- przejęcie administracji od Komisariatu Naczelnej Rady Ludowej i władz niemieckich,
- administrowanie dzielnicą,
- stopniowe przekazywanie działów administracji ministrom rzeczowym,
- dostosowanie prawa do systemu prawnego obowiązującego w pozostałej części kraju.

## Ministrowie byłej Dzielnicy Pruskiej
- Władysław Seyda (16 sierpnia 1919 – 9 czerwca 1920, w okresie rządu Wł. Grabskiego był kierownikiem Ministerstwa byłej Dzielnicy Pruskiej do lipca 1920)
- Władysław Kucharski (mianowany 3 lipca 1920, ministrem został dopiero 24 lipca w rządzie W. Witosa, funkcję sprawował do 23 lipca 1921)
- Juliusz Trzciński (23 lipca 1921 – 22 października 1921)
- Józef Wybicki (22 października 1921 – 29 kwietnia 1922)

## Likwidacja Ministerstwa byłej Dzielnicy Pruskiej
Ministerstwo zlikwidowano ustawą z dnia 7 kwietnia 1922 r. w przedmiocie zniesienia Ministerstwa b. Dzielnicy Pruskiej (Dz.U. z 1922 r. nr 30, poz. 247). Kompetencje przysługujące Ministrowi byłej Dzielnicy Pruskiej przeszły na właściwych rzeczowo ministrów. Ministerstwo przestało istnieć z chwilą wejścia ustawy w życie, 28 kwietnia 1922 r.

## Literatura
- Andrzej Gulczyński, Ministerstwo byłej Dzielnicy Pruskiej, Poznań 1995.